# Centurion (film)
Centurion – film brytyjski z 2010 roku według scenariusza i reżyserii Neila Marshalla.

## Opis fabuły
Film opowiada legendę o IX Legionie, który miał zaginąć w Brytanii. Rok 117 n.e. Lokalne plemiona prowadzą wojnę partyzancką z wojskowymi garnizonami rzymskimi. Jeden z przygranicznych posterunków zostaje zaatakowany przez Piktów, a jeden z rzymskich żołnierzy Quintus Dias trafia do niewoli. Gubernator Brytanii wydaje generałowi Virilusowi rozkaz wyruszenia na północ z wojskiem, odbicia jeńca i spacyfikowania wrogich plemion. Przewodniczką IX Legionu zostaje tajemnicza kobieta Etain oraz jeden z piktyjskich więźniów. Po przekroczeniu muru Hadriana IX Legion wkracza na teren okrutnego wroga i wpada w zasadzkę.

## Obsada
- Michael Fassbender jako centurion Quintus Dias
- Dominic West jako Titus Flavius Virilus
- Olga Kurylenko jako Etain
- Riz Ahmed jako Tarak
- Noel Clarke jako Macros
- Imogen Poots jako Arianne
- Liam Cunningham jako Ubriculius
- JJ Feild jako Thax
- Dimitri Leonidas jako Leonidas
- David Morrissey jako Bothos
- Ulrich Thomsen jako Gorlacon
- Dave Legeno jako Vortix
- Axelle Carolyn jako Aeron
- Paul Freeman jako Agricola
- Rachael Stirling jako Druzilla
- Michael Carter jako Antoninus
- Tom Mannion jako Tesio
- Peter Guinness jako Cassius
- Lee Ross jako Septus
- Jake Maskall jako Argos
- Eoin Macken jako Achivir
- Dermot Keaney jako Pict Hunter
- Hamish Moir jako Pict Warrior
- Dhafer L'Aberdine jako Arm-wrestling Opponent